# Psorospermum rubrifolium
Psorospermum rubrifolium är en johannesörtsväxtart som beskrevs av Joseph Marie Henry Alfred Perrier de la Bâthie. Psorospermum rubrifolium ingår i släktet Psorospermum och familjen johannesörtsväxter. Inga underarter finns listade i Catalogue of Life.